# 狙撃者 (映画)
『狙撃者』（そげきしゃ、Get Carter）は、1971年のイギリスの映画。マイク・ホッジス監督、マイケル・ケイン主演の犯罪サスペンス映画である。

## 概要
ホッジス監督の初監督作であり出世作である。マイケル・ケインのドライで暴力的な演技と、徹底したロケーション撮影というリアリティに加え、ロイ・バッドと彼のジャズトリオによるクールな音楽が相まって、単なる犯罪・ギャング映画に終わらないスタイリッシュなイメージを創り出している。イギリスにおいて、「英国映画協会の選ぶイギリス映画100選」の16位、英トータル・フィルム誌が選んだ「イギリス映画トップ25」の1位など高評価を得ている。ただし、このような人気・評価はイギリスに限られたもので、例えば日本での劇場公開は初公開時に都市部で数週間上映されただけであり、カルト映画的に扱われている。

### 時代背景
1960年代末から1970年代初頭にかけて、イギリスにおいては、クレイ兄弟に代表されるギャングスターの台頭や、銀行強盗の多発など、暴力的組織犯罪が社会問題になった時代であった。このような時代背景が映画において本作や、スタンリー・キューブリックの『時計じかけのオレンジ』(1971)などに反映された。

### のちの映画への影響
犯罪・ギャング映画における暴力的表現をスタイリッシュに描く手法は、ガイ・リッチーやクエンティン・タランティーノらの作品に、その影響を見ることができる。また、ホッジス監督は『ダーティハリー』(1971)において、演出の類似点があることを指摘している。

## ストーリー
ロンドンの大物ギャング、フレッチャー(テレンス・リグビー)の配下で、切れ者のギャング、ジャック・カーター（マイケル・ケイン）は、飲酒運転で交通事故死した兄フランクの葬式に出席するため、故郷のニューカッスルへ戻ってきた。カーターは、フレッチャーの愛人アンナ（ブリット・エクランド）と、南米へ高飛びするつもりだったが、兄の死に疑問を抱き、昔の仲間たちに聞き込みを始める。
競馬場で会ったエリック（イアン・ヘンドリー）のあとをつけ、町の組織のボス、キニアー（ジョン・オズボーン）の館をつきとめたカーターは、キニアーと自らのボス、フレッチャーが裏で通じていることを知る。キニアーの組織は彼を町から追い出そうするが、カーターはキニアーの手下を痛めつけ、ブランビー(ブライアン・モズレー)なる男が、兄の死に関わっていることを白状させる。
翌朝、カーターのもとにフレッチャーの手下二人が現れ、彼をロンドンへ連れ戻そうとするが、兄の遺品のショットガンで脅し逃走する。兄の愛人マーガレット（ドロシー・ホワイト）と会い真相を追求するが、再びフレッチャーの手下たちに追い詰められる。キニアーの愛人グレンダ（ジェラルディン・モファット）に助けられたカーターは、有力者ブランビーと引き合わせられる。兄を謀殺したのはキニアーであるとブランビーに知らされるが、自分を勢力争いに利用しようとするブランビーの魂胆を見抜き、グレンダと共にその場を去る。
そしてグレンダの部屋で、カーターはキニアーの館で撮影された１本のブルーフィルムを見つける。そこに映っていたのは兄の娘ドリーンだった。カーターはグレンダを問い詰め、ブルーフィルムにとりまかれた兄の死の真相を知る。カーターは、兄の謀殺に関わった者たちに、徹底的な復讐を始める。

## キャスト
- ジャック・カーター: マイケル・ケイン（吹替: 瑳川哲朗）
- エリック・ペイス: イアン・ヘンドレー
- アンナ: ブリット・エクランド
- シリル・キニアー: ジョン・オズボーン
- グレンダ: ジェラルディン・モファット
- マーガレット: ドロシー・ホワイト
- クリフ・ブランビー: ブライアン・モズレー
- ジェラルド・フレッチャー: テレンス・リグビー

※日本語吹替: 放送日1977年3月5日 フジテレビ『夜のロードショー』
- 日本語版制作: ザック・プロモーション

## エピソード
本作では、若干のカーアクションがあるが、マイケル・ケインは車の運転が全くできないことを、ホッジス監督は撮影途中まで知らなかった。ケインが車を停めて降りる数秒のシーンがあるが、実際は坂道を惰性で少しくだっているだけである。ほかの運転シーンは全て代役が運転している。
2000年に同タイトル(邦題:『追撃者』)でシルヴェスター・スタローン主演によりリメイクされ、マイケル・ケインも助演している。ハリウッド風にアレンジされたリメイク版の評価は低く、興行的にも失敗した。

## 原作
原作となったテッド・ルイスの犯罪小説"Jack's Return Home"(1968)は、「殺しのフーガ」(1973)というタイトルで翻訳出版されたが、後に映画に合わせ「ゲット・カーター」(2007)というタイトルで新たに翻訳出版された。